# Vstavač vojenský

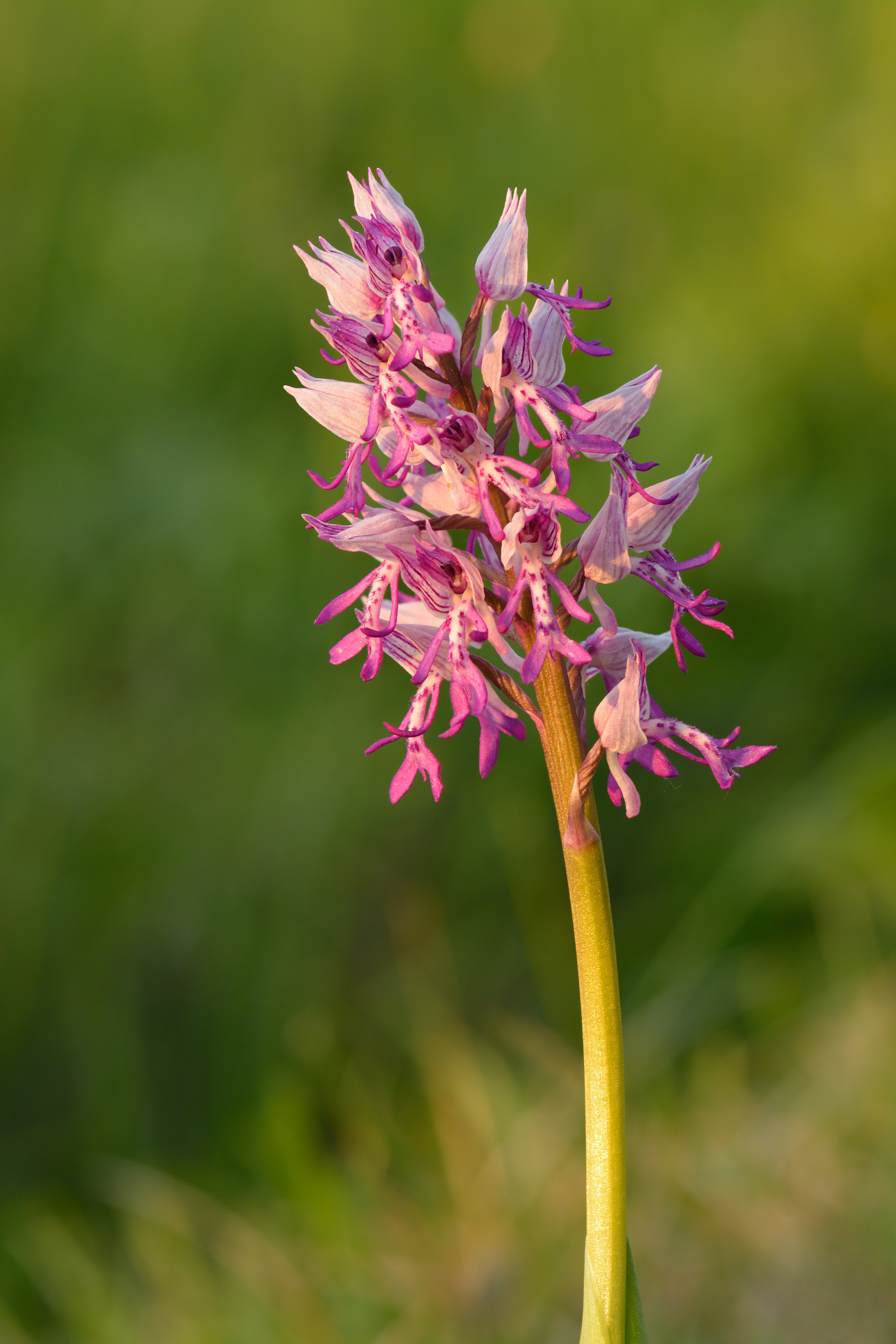
Květenství

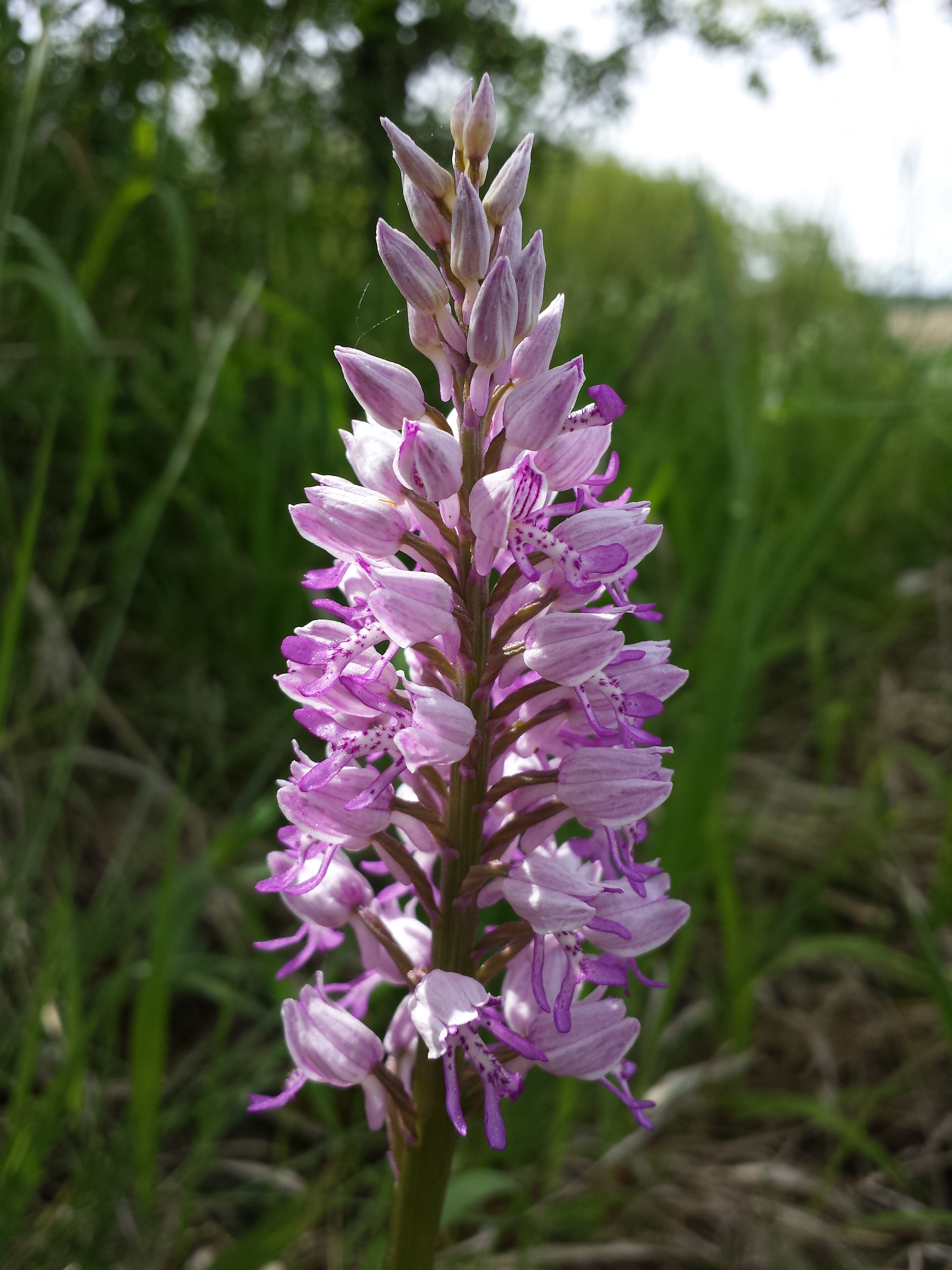
Květenství

Vstavač vojenský (Orchis militaris) je statná rostlina s lodyhou vysokou téměř půl metru, kvetoucí v květnu a červnu růžově-červenými pyskatými květy seřazenými v až 20 cm dlouhém květenství. Přestože je v české přírodě považován za původní druh a patří k nejčastěji se vyskytujícím vstavačům, je rostlinou poměrně vzácnou, ohroženou vymizením a chráněnou zákonem.

## Rozšíření
Euroasijský druh roztroušeně rozšířený v mírném pásmu od západní Evropy až na Ural a Kavkaz na východě. V Asii se dále přerušovaně vyskytuje v arelách v Malé Asii, v západní a střední Sibiři, Mongolsku a severozápadních oblastech Číny. V České republice roste v Českém středohoří, Českém krasu, Polabí a nejvíce na jihu a jihovýchodě Moravy, poměrně častý je v Bílých Karpatech.

## Ekologie
Jeho stanoviště se nacházejí na teplých, osluněných loukách, na stráních s řídkými křovinami i v bylinných lemech světlých lesů. Obvykle vyhledává bazické skeletovité, na živiny bohaté půdy na podloží z krystalických vápenců.
Kvete od května do června, květy jsou opylovány blanokřídlým nebo dvoukřídlým hmyzem. Při uvadání rostlina voní kumarinem. Atraktivní květy připomínají svým tvarem některým lidem postavu rozkročeného vojáka s přilbou, odtud také pochází jeho druhové jméno "vojenský". Sušené, drcené hlízy jsou považované za afrodisiakum a bývaly součástí tradičního blízkovýchodního nápoje salep.

## Popis

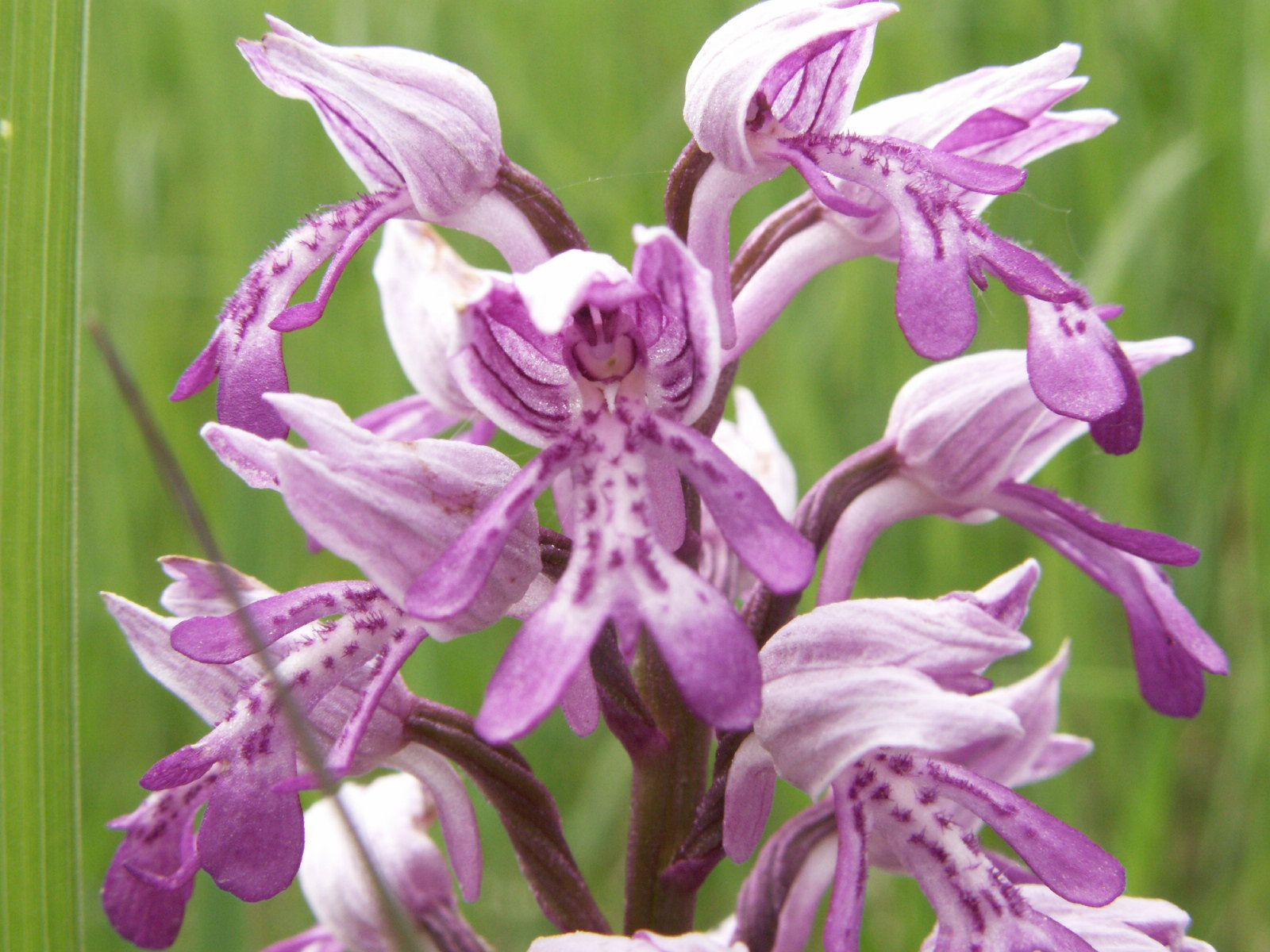
Květy

Vytrvalá bylina se vzpřímenou, nevětvenou lodyhou obvykle dosahující výšky 20 až 40 cm, která vyrůstá z kulovité, asi 1,5 cm velké hlízy. V době růstu a květu jsou hlízy dvě, loňská z níž lodyha vyrůstá a letošní nabírající živiny pro příští rok. Slabě rýhovaná, vespod šupinatá lodyha má tři až pět listů nahloučených v dolní části. Listy mají pochvy, jsou podlouhle eliptické, na vrcholu tupé a bývají 5 až 15 cm dlouhé a 2 až 5 cm široké.
Na vrcholu lodyhy vyrůstá husté, válcovité květenství, dlouhé až 20 cm, tvořeno pěti až patnácti vonnými, bělavě růžovými až nachově červenými, 1,5 cm velkými květy rozkvétajícími od spodu nahoru. Květy s nafialovělou stopkou vyrůstají v paždí šupinových listenů. Tři vnější a dva vnitřní okvětní lístky jsou k sobě skloněné a tvoří kopinatě vejčitou, špičatou, uzavřenou přilbu, poslední lístek vytváří nápadný hluboce třílaločný pysk. Přilba je z vnější strany světle růžová a z vnitřní má výrazné nachové žilkování. Pysk je světle červený, místy chlupatý a po obvodě výrazně tmavý. Větší prostřední lalok je na konci rozšířený a hluboko rozeklaný, postranní laloky jsou úzké a na koncích odstálé, všechny jsou na vnější straně nachově červené. Ostruha je krátká, válcovitá a směřuje dolů, semeník je zelený.
Variabilní druh vytváří mnoho forem, různost se projevuje ve stavbě i barvě květu, existují i bělokvětí jedinci. Tato rozdílnost pravděpodobně souvisí s rozlohou areálu. Plod je podlouhlá tobolka s množstvím semen.
Kvete od května do června.

## Možnost záměny
Patří k nejnápadnějším orchidejím rostoucím ve střední Evropě a v  české přírodě je vzhledově téměř nezaměnitelných druhem. Od nejpodobnějšího, vstavače nachového (Orchis purpurea) se odlišuje menším vzrůstem, špičatou přilbou a protáhlým prostředním lalokem pysku.

## Rozmnožování
Plody jsou tobolky obsahující množství drobných semen rozptylovaných větrem na velké vzdálenosti. Vstavač vojenský, stejně jako ostatní druhy orchidejí, potřebuje k vyklíčení semen i dalšímu úspěšnému růstu orchideoidní mykorhizní symbiózu, při které do jeho kořínků vrostou houbová mycelia zajišťující přísun potřebných živin. Obvykle se pojí s houbovými symbionty některých rodů z čeledí tulasneovkovitých (Tulasnellaceae) a rohoplodníkovitých (Ceratobasidiaceae).
Je rostlinou s dlouhým vývojem, od klíčení semene po vyrašení prvních listů nad zem uběhnou průměrně čtyři roky a stejně dlouho trvá, než se objeví prvé květy. Za příznivých podmínek se tento geofyt může dožít i patnácti let.

## Ohrožení
Vstavač vojenský patřil k poměrně častým druhům vstavačů, dnes však z mnoha původních stanovišť postupně mizí. Nejvíce je ohrožován sukcesí způsobenou změnou v zemědělském hospodaření v druhé polovině 20. století. Mnoho otevřených travnatých míst, kde se pravidelně vyskytoval, přestalo být spásáno a koseno, naopak zarostlo býlím a křovinami. Dále je tento nápadný a dekorativní druh ohrožován vyhrabáváním hlíz ve snaze přesazovat je do zahrad. Je proto ve vyhlášce MŽP ČR č. 395/1992 Sb. ve znění vyhl. č. 175/2006 Sb., stejně jako v Červeném seznamu cévnatých rostlin České republiky z roku 2012 zařazen do kategorie mezi silně ohrožené druhy (§ 2, C2b).